# Zone de gestion de la faune du marais d'Oak Hammock
La zone de gestion de la faune du marais d'Oak Hammock (anglais : Oak Hammock Marsh Wildlife Management Area) est une aire protégée du Manitoba (Canada) située à St. Andrews et à Rockwood. La réserve comprend le marais d'Oak Hammock (en), qui a été reconnu comme site Ramsar en 1987. Elle est administrée par le ministère de la Conservation et de la Gestion des ressources hydriques.

## Toponyme
Le marais d'Oak Hammock (en) date des années 1870 quand les gens de St. Andrews et de Lower Fort Garry venait pique-niquer sur une butte boisée de chêne près de la tourbière. Adam MacDonald, le propriétaire du site, aurait pris l'habitude de surnommer le site « Oak Hammock », nom que serait entré dans l'usage local. Une autre hypothèse est que le nom proviendrait de « Oak Hummock », terme qui peut se traduire par « talle de chênes ». Un bureau de poste a pris le nom de Oak Hammock au début des années 1900.

## Géographie
La zone de gestion de la faune du marais d'Oak Hammock est située à 20 km au nord de Winnipeg, à mi-chemin entre Stonewall et Selkirk. Elle comprend la majeure partie du marais d'Oak Hammock (en). Il s'agit d'un marais recréé à partir de ce qui était autrefois la tourbière de St. Andrews. 

## Histoire
Le marais d'Oak Hammock a été créé à partir de l'ancienne tourbière de St. Andrews. Cette tourbière couvrait à l'origine 47 000 ha entre Winnipeg et Teulon (en). À la fin des années 1960 et au début des années 1970, le gouvernement du Manitoba a fait l'acquisition de plusieurs propriétés à partir d'un fonds fédéral de développement rural. En 1972, le ministère de la Conservation commence la construction de 22 km de digues sous la supervision de Canards illimités dans le but de restaurer une partie du marais. En 1973, la zone de gestion de la faune du marais d'Oak Hammock est officiellement créée. Le marais a été reconnu comme site Ramsar le 27 mai 1987. Un centre d'interprétation de 11 millions de $CA est construit entre 1991 et 1992 pour l’accueil des visiteurs. Il a été construit avec un revêtement de calcaire local ainsi qu'avec un aménagement paysager de plantes indigènes de façon qu'il se marie le plus possible avec le paysage. Il est inauguré le 1er mai 1993.